# Herbert Loch
Pour les articles homonymes, voir Loch (homonymie).
Herbert Loch (5 août 1886 à Idar-Oberstein - 28 octobre 1976 à Landau) est un General der Artillerie dans la Wehrmacht pendant la Seconde Guerre mondiale.
Il a également été récipiendaire de la croix de chevalier de la croix de fer. Cette décoration est décernée pour reconnaître la bravoure extrême sur le champ de bataille ou un commandement militaire avec succès.

## Biographie
Herbert Loch rejoint le 1er avril 1905 le 5e régiment d'artillerie de campagne royal bavarois (de)» de l'armée bavaroise en tant que porte-drapeau. Après avoir terminé l'école de guerre de Munich, il est promu lieutenant début mars 1907.
Herbert Loch est capturé en 1945 par les troupes américaines et est libéré en 1948

## Décorations
- Croix de fer (1914)
  - 2e Classe
  - 1re Classe
- Croix d'honneur
- Croix de fer (1939)
  - 2e Classe
  - 1re Classe
- Médaille du Front de l'Est
- Croix allemande en Or (22 avril 1942)
- Croix de chevalier de la croix de fer
  - Croix de chevalier le 16 juin 1940 en tant que Generalleutnant et commandant de la 17. Infanterie-Division[1]
- Mentionné dans le bulletin radiophonique Wehrmachtbericht (11 avril 1944)